# 趙含章
趙含章（？－733年），字頤貞，范陽涿縣（今河北涿州市）人。唐朝將領。
累遷幽州長史、范陽節度使。開元十八年（730年），可突于謀殺李邵固，立遥辇屈列為王，率部落並裹脅奚族投降突厥。唐朝下詔命信安王李祎率裴耀卿、赵含章分道出擊奚、契丹。開元二十年（732年），赵含章部與奚、契丹二军相遇，二虜引軍遁去。平卢先锋将烏承玼认为：“彼军忽然遁去，非畏我军，而是诱敌之计，不宜冒进。”赵含章不听，引兵急進白山（具体位置不詳）追擊，果然遇埋伏而大败。幸賴烏承玼另以偏師出擊敵軍側翼，大破二虜。李祎則一路大获全胜，大破奚、契丹於幽州北山。是年六月，玄宗加李祎开府仪同三司，赵含章則因冒进败军，未加封赏。不久有人告发赵含章贪赃之事，被下狱審問，察得赵含章赃污达百万的事实。玄宗怒其贪脏巨大，杖之於朝堂，流放瀼州，途中因伤重而亡。